# Johann Erdmann Hummel

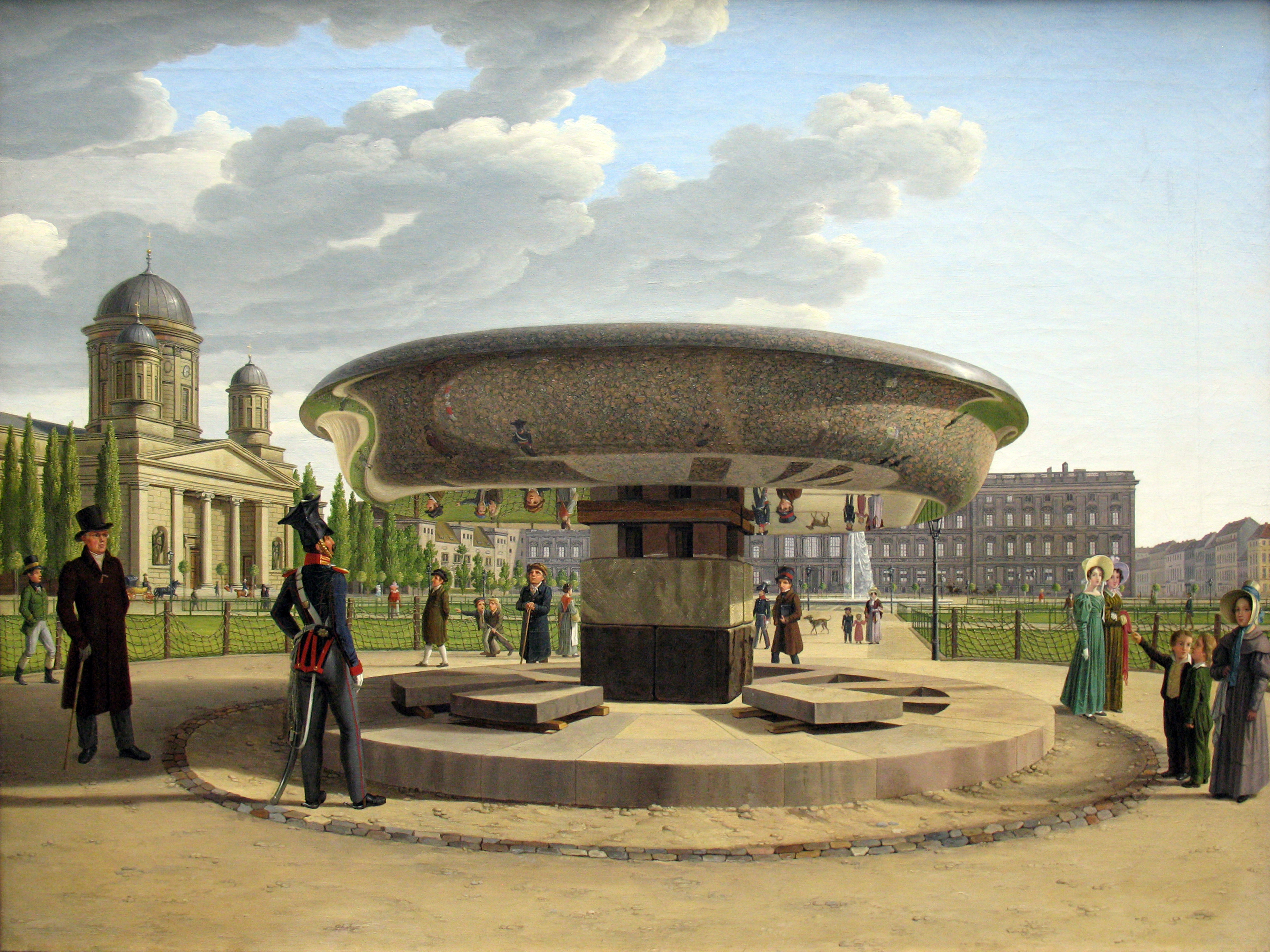
Die Granitschale im Berliner Lustgarten, obra de Hummel, 1831.

Johann Erdmann Hummel (Kassel, 11 de septiembre de 1769 - Berlín, 26 de octubre de 1852) fue un pintor alemán.
Hummel estudió desde 1780 hasta 1792 en la Academia de Arte de Kassel. Desde 1792 permaneció en Italia, donde se relacionó con paisajistas germanos, contrarios al vigente estilo neoclásico. Artísticamente, se dedicó sobre todo a temas mitológicos en Roma. En 1799 regresó brevemente a Kassel, trasladándose poco más tarde a Berlín, donde permanecerá definitivamente, con excepción  de unos cuantos viajes cortos. Como ilustrador, producirá grabados en cobre de Lutero. Llama la atención en su trabajo un énfasis en la exactitud de la perspectiva de diseño como experto en óptica y perspectiva. En 1809, es nombrado profesor de perspectiva y arquitectura en la Academia de Bellas Artes de Berlín. 
Algunas de sus realizaciones son Schloss Wilhelmshöhe mit dem Habichtswald, (1800), Neue Galerie, Kassel, Die Schachpartie, (La partida de ajedrez), (1818), Antigua Galería Nacional de Berlín, Berlín y Die Granitschale, (1831).

## Fuente
- Esta obra contiene una traducción  derivada de « Johann Erdmann Hummel» de Wikipedia en alemán, publicada por sus editores bajo la Licencia de documentación libre de GNU y la Licencia Creative Commons Atribución-CompartirIgual 4.0 Internacional.